# Małgorzata Kidawa-Błońska
Małgorzata Maria Kidawa-Błońska, született Grabska (Varsó, 1957. május 5. – ) lengyel politikus, filmproducer, a Szejm elnöke (2015). 2023-tól a Szenátus elnöke.

## Élete
1957-ben született Varsóban, egy felső középosztálybeli politikuscsaládban. Apja a Varsói Műszaki Egyetem professzora, az anyja háztartásbeli volt. Az egyik dédapja, Stanisław Wojciechowski a második lengyel köztársaság elnöke volt, míg másik dédapja, Władysław Grabski miniszterelnök volt. Kidawa-Błońska – leánykori nevén Grabska – a Varsói Egyetemen tanult szociológiát, de bejárt a színművészeti főiskolára is, mivel közel állt hozzá a színjátszás és a filmművészet, melynek köszönhetően az 1980-as évek elején megismerkedett – a neves Łódźi Filmfőiskolán rendezést tanuló – Jan Kidawa-Błońskival, akivel – a diplomázása évében – 1983-ban összeházasodtak.
Kezdetben a łódźi frissdiplomások által alapított stúdióban dolgozott, majd 1994 és 2005 között a férjével együtt létrehozott Gambit Production nevű cégénél filmek és tévéműsorok, továbbá reklámok producere volt. 2001-ben belépett az újonnan megalakult Polgári Platform (PO) nevű jobbközép pártba, amelynek a férje tévéreklámokat forgatott. A PO színeiben négy évvel később parlamenti mandátumot szerzett (2005). 2013-ig a párt varsói szervezetének vezetője volt, majd a következő év januárjában Donald Tusk miniszterelnök kormányszóvivőnek nevezte ki. 2015-ben néhány hónapra – a Jog és Igazságosság (PiS) választási győzelméig – az alsóház, a szejm elnöke volt, majd az egyik alelnöke.
A 2019-es lengyelországi parlamenti választások során a jobbközép pártszövetség vezetője, Grzegorz Schetyna a párt miniszterelnök-jelöltjének nevezte meg, azonban a PO – a PiS mögött – csak a második helyen végzett.